# Metrocentro Santa Ana
Metrocentro Santa Ana es un centro comercial ubicado en la ciudad de Santa Ana, propiedad de la empresa salvadoreña Grupo Roble.

## Historia
Metrocentro Santa Ana fue inaugurado en 1998, contando con más de 100 establecimientos comerciales de marcas nacionales como Super Selectos, Reggae, Pastelería Ban Ban, Omnisport, ADOC, Siman, etc. E internacionales como Debout, Cat, GNC, RadioShack, The Coffee Cup, etc, dividido en dos pisos, en un área total de 15 323 m². Cuenta con un área de Food Court y un Centro Financiero (el centro financiero fue eliminado con la remodelación del 2012, añadiendo dos locales más al centro comercial). Está situado en el bulevar "Los 44" de la ciudad de Santa Ana. Tiene 580 espacios para estacionamiento. Este es uno de los cuatro centros comerciales Metrocentro en el país, los cuales están situados en las ciudades más grandes de El Salvador.

## Remodelación y Planes de Ampliación
Contando ya con varios años de funcionamiento el centro comercial, a mediados del 2012 comenzó la remodelación de Metrocentro Santa Ana para mantenerse a la vanguardia en el mercado del comercio y de bienes raíces del país, culminando dicho proyecto a finales del mismo año. Como parte de la remodelación del centro comercial está la expansión del área de estacionamiento con 80 espacios más (anteriormente contaba con 500), el cambio del suelo por uno de porcelanato, el cielo falso, embellecer el ascensor y la fuente del área principal, así como el cambio de las barandillas y pasamanos de metal por unos de cristal, y la inauguración de 5 salas de cine digital de Cinépolis, nueva iluminación y se renovará todo el sistema de seguridad con un equipo moderno.                                                                        
Con respecto a la ampliación inicio en febrero del 2016 su construcción está programada realizarla en 18 meses fecha probable de finalización en el segundo semestre del 2017(junio o julio); será una segunda etapa contiguo al edificio actual se agregaría 1,6 ha de construcción y de estos 1,02 ha de área rentable, 75 locales y 550 estacionamientos más con esto se convertirá en el segundo centro comercial más grande de la cadena Metrocentro en El Salvador. debido a la demanda de locales y visitantes es alta ya que está situado en una de las zonas de mayor crecimiento comercial de la ciudad de Santa Ana.